# Lee M1895
El Lee M1895 era un fusil de cerrojo lineal adoptado en cantidades limitadas por la Armada de los Estados Unidos y el Cuerpo de Marines de los Estados Unidos en 1895 como fusil estándar. La designación oficial de la Armada para el fusil Lee era Fusil Lee, Modelo de 1895, calibre 6-mm, pero también es conocido por otros nombres, tales como:
- fusil Winchester-Lee
- Lee Navy Modelo 1895
- Fusil Lee, Modelo de 1895
- etc.

Disparaba el cartucho 6mm Lee Navy, que empleaba una primigenia pólvora sin humo, tenía un casquillo con semipestaña y montaba una bala encamisada de 8,7 g (135 granos), reemplazada posteriormente por una de 7,3 g (112 granos). El cartucho 6mm Lee Navy también fue empleado por la versión naval de la ametralladora Colt-Browning M1895.

## Historia de producción y desarrollo
Hacia 1894, la Armada de los Estados Unidos quería adoptar un fusil moderno que emplease un cartucho estándar con bala de pequeño calibre y cargado con pólvora sin humo, a fin de mantener el paso con los desarrollos armamentísticos de otras potencias navales. Las autoridades navales decidieron que el nuevo cartucho debía ser adaptable tanto para fusiles como para ametralladoras. Al observar que las Fuerzas Armadas de otros países adoptaban fusiles de calibres cada vez más pequeños que disparaban cartuchos de alta velocidad, las autoridades navales estadounidenses decidieron sobrepasar la tendencia de reducción gradual del calibre adoptando un cartucho con semipestaña que montaba una bala calibre 6 mm y su casquillo podía contener una pesada carga propulsora de pólvora sin humo. El 1 de agosto de 1894, se convocó un comité naval de pruebas en el Centro de Guerra Submarina Naval de Newport, Rhode Island, para probar los fusiles suministrados que disparaban el nuevo cartucho 6mm Lee Navy. Según los términos del Aviso a los Inventores, el nuevo cartucho naval 6mm U.S.N. o Ball Cartridge, 6mm era el único cartucho permitido para su empleo en los fusiles probados ante el Comité Naval de Armas Ligeras. Tanto la munición como los cañones de los fusiles fueron suministrados por el gobierno; los cañones, hechos de acero al níquel con un contenido de 4,5% de níquel, tenían un estriado tipo Lee-Metford, con una tasa de rotación de 1 vuelta en 6,5 pulgadas, siendo suministrados sin recámara y sin el roscado para su instalación en el cajón de mecanismos. Se requirió que el mecanismo del fusil sea capaz de soportar el disparo de cinco cartuchos de sobrepresión y que su recámara soporte una presión de 60.000 psi.
En la primera serie de pruebas, el Comité Naval de Armas Ligeras probó varios fusiles, incluyendo el Van Patten, Daudeteau, Briggs-Kneeland, Miles, Russell-Livemore, cinco modelos de cerrojo de la Remington (todos ellos con el depósito montado lateralmente) y el fusil de cerrojo lineal Lee. En una segunda serie de pruebas, se tomaron en consideración el fusil Luger Modelo 1893/94 6-mm y el fusil Durst, junto a un fusil Lee de cerrojo. Al prototipo del Durst se le rajó el cajón de mecanismos al disparar y fue retirado de la prueba, mientras que el fusil Luger tuvo un desempeño excelente. El modelo de Luger solo tenía una desventaja: no cumplió las especificaciones de la Armada, al emplear un cartucho sin pestaña de 6 mm. El fusil de cerrojo Lee fue considerado bueno, pero el sistema de su depósito demostró ser problemático ante el Comité Naval de Armas Ligeras. El Comité tenía en alta estima al fusil Luger, hasta el punto de que recomendó comprar tanto un prototipo como los derechos de fabricación. Aparentemente esto nunca sucedió, ya que Luger no solo había enviado su fusil con un cartucho de 6 mm que no era el estándar de la Armada, sino que se retiró en la tercera serie de pruebas. El fusil Lee de cerrojo lineal con su depósito alimentado mediante un peine en bloque fue elegido como ganador en repetidas pruebas de armas ligeras, siendo seleccionado para su adopción por la Armada estadounidense en 1985 con la designación Fusil Lee, Modelo de 1895, calibre 6-mm.

### Primer contrato
El primer contrato naval para el Lee M1895 fue ganado por la Winchester en enero de 1896, por 10.000 fusiles (números de serie del 1 al 9999). Sin embargo, los suministros del lote inicial de 10.000 fusiles no fueron completados hasta 1897, debido a retrasos causados por problemas de fabricación, así como modificaciones al contrato impuestas por la Armada. Estas últimas incluían un significativo cambio en las especificaciones del cartucho, que precisaron exhaustivas pruebas de tiro seguidas del reajuste de los mecanismos de puntería.
De los 10.000 fusiles producidos bajo el primer contrato, 1.800 fueron suministrados al Cuerpo de Marines. Los batallones de Marines programados para ser equipados con el fusil Lee de 6 mm no empezaron a recibir sus nuevos fusiles y cartuchos hasta 1897, dos años después de la adopción del fusil y su cartucho. El comandante coronel Charles Heywood del Cuerpo de Marines rehusó los suministros iniciales del fusil Lee de 6 mm a los batallones hasta que tuviese garantías que el Cuerpo de Marines recibiría al menos 3.000 fusiles Lee, polígonos de tiro mejorados y suficiente munición para continuar con el programa de entrenamiento de tiradores de precisión existente. A pesar de esta amenaza, el reporte del Jefe de Maestranza del Cuerpo de Marines de setiembre de 1897 le suplicaba al Secretario un financiamiento adicional de $10.000 para comprar cartuchos de 6 mm, a fin de permitirles a los Marines efectuar prácticas de tiro con el fusil Lee. El reporte advertía que, a excepción del entrenamiento básico, los Marines alistados "desconocían totalmente el uso de esta arma", ya que todas las prácticas de tiro se habían llevado a cabo usando el viejo fusil de retrocarga Springfield y el cartucho .45-70. Los fusiles con un número de serie inferior a 13390 (aproximadamente) fueron fabricados antes del 31 de diciembre de 1898. Además se hicieron pequeñas compras adicionales para reemplazar armas perdidas, principalmente a causa de un incendio en el Astillero Naval de Nueva York que dañó o destruyó unos 2.500 fusiles; alrededor de 230 fusiles fueron desechados como irreparables. Las compras adicionales de pequeñas cantidades por parte de la Armada, al igual que los modelos de cacería, se ubican entre los números de serie que van del 10000 al 15000, comprados entre los dos grandes contratos. Hay cierta confusión, ya que las fechas de producción de los fusiles de cacería y muchos de los cajones de mecanismos fabricados y numerados (sin marcajes de la Armada), no fueron ensamblados como fusiles hasta 1902 y las ventas continuaron hasta 1916. Los fusiles militares tienen un cañón de 710 mm de longitud, con un ancla estampada sobre la recámara, mientas que los fusiles civiles tienen un cañón de 610 mm de longitud y no llevan un ancla estampada.

### Segundo contrato
El 7 de febrero de 1898 se firmó un segundo contrato, por 5.000 fusiles adicionales a $18,75 cada uno. Los fusiles de este contrato (números de serie del 15001 al 20000) empezaron a ser suministrados en agosto de 1898 y su suministro cesó en diciembre de 1898.

### Fiabilidad en campaña
En general el Lee M1895 tenía una reputación de ser fiable en campaña, aunque algunos problemas nunca llegaron a ser resueltos durante el relativamente corto servicio del fusil. A partir de 1898, durante la campaña de los Marines en Cuba, surgieron reportes de campo que criticaban el diseño del extractor flotante. El seguro del percutor y la leva del seguro del cerrojo eran relativamente frágiles, a veces rompiéndose o fallando, mientras que la tensión de los peines en bloque demostró ser difícil de ajustar, produciendo a veces problemas de recarga.

## Diseño y operación

### Sistema del depósito
El sistema del depósito del Lee fue una mejora respecto al anterior fusil de la Armada, el Remington-Lee M1885, al incorporar un depósito alimentado mediante peines y un cerrojo capaz de emplear cartuchos de pequeño calibre y alta velocidad con pólvora sin humo. Diseñado por el inventor James Paris Lee, el fusil pesaba 3,7 kg y tenía una longitud de 1.220 mm. Fue el primer fusil militar estadounidense en ser cargado mediante un peine en bloque de 5 cartuchos 6mm Lee Navy que se insertaba en su depósito, similar al sistema Mannlicher. Posteriormente Lee afirmó en un fallido proceso legal que su patente de depósito alimentado mediante peine en bloque fue violada por von Mannlicher, pero la mayoría de historiadores está de acuerdo en que Mannlicher y Lee desarrollaron de forma independiente sus sistemas de peine en bloque, siguiendo líneas paralelas pero separadas.
Después de insertar el peine, se lo presionaba nuevamente a fin de que el primer cartucho estuviese listo para introducirse en la recámara. Al cerrar el cerrojo, este retiraba cada cartucho y lo introducía en la recámara. El peine caía del depósito cuando se cargaba el primer cartucho. Al contrario del Springfield M1892 (Krag) y el posterior Springfield M1903, el Lee de cerrojo rectilíneo no tenía un bloqueador de depósito para permitir que los cartuchos almacenados en este queden como reserva según la doctrina militar de la época. El Jefe de Armamentos consideró que el peine en bloque del Lee era superior tanto al peine del Mauser o el peine en bloque del Mannlicher, ya que los cartuchos no precisaban ser retirados del peine al introducirlos en el depósito (como en el peine del Mauser), a pesar de que el peine en bloque del Lee no era una parte esencial del depósito (como el peine en bloque Mannlicher), ya que caía de este luego de cargar el primer cartucho y se podían cargar cartuchos individuales en un depósito vacío o parcialmente lleno para reemplazar a los que se habían disparado. Esta conclusión estaba en conflicto con el Comité Naval de Armas Ligeras, que consideraba al peine en bloque del Lee como una parte esencial del depósito.
Cuando la Armada especificó los requisitos para su nuevo fusil estándar, puso énfasis en que deseaba un fusil que se recargue mediante peines, pero "como las condiciones de empleo pueden requerir el uso de cartuchos sueltos, o pueden resultar en la inutilización del depósito, es de desear que el arma ligera sea susceptible a emplearse como un fusil monotiro y que el depósito pueda llenarse con cartuchos individuales". El nuevo fusil Lee y su depósito cumplían todos estos requisitos, permitiendo al tirador emplear cartuchos sueltos en caso de emergencia, tomados de las cintas suministradas a los equipos de la ametralladora Colt-Browning de 6 mm.

### Cerrojo
Junto al Remington-Lee M1885 y el Springfield M1892, el Lee M1895 fue uno de los primeros fusiles de cerrojo adoptados por las Fuerzas Armadas estadounidenses. Para accionar su cerrojo lineal, la manija de este es levantada en un ligero ángulo para soltar el cerrojo y su cuña de acerrojado, luego jalada fuertemente hacia atrás para extraer y eyectar el casquillo vacío. Al empujar hacia adelante la manija del cerrojo, este retira un cartucho del depósito; al cerrarlo, la cuña de acerrojado se encaja en su entalle, el percutor se amartilla y el nuevo cartucho está dentro de la recámara. Una vez que el Lee M1895 está amartillado, el cerrojo no puede abrirse hasta que la palanca de liberación del cerrojo es presionada hacia abajo. Esto evita la apertura del cerrojo por un golpe o contacto accidental con su manija. El fusil tiene un seguro situado sobre el cajón de mecanismos, que es desactivado al presionar su botón con el pulgar.
Al contrario de muchos fusiles militares de la época, el Lee M1895 no fue dotado con un cerrojo giratorio. Aunque es frecuentemente descrito como un fusil de cerrojo lineal, el Lee M1895 emplea un cerrojo con cuña, en el cual una cuña de acero o bloque de acerrojado situado debajo de este es forzado a encajar en un entalle del cajón de mecanismos. Al jalar la manija del cerrojo, hace que este vaya hacia atrás y hacia arriba, liberando un resalte de acerrojado del cajón de mecanismos y descerrojándolo. El percutor se amartillaba al cerrarse el cerrojo, cuando la resistencia cedía por la inercia del movimiento frontal. Una vez que el bastante peculiar movimiento "arriba y atrás" del cerrojo era dominado, mientras el mecanismo estuviese limpio y bien lubricado, funcionaba bastante bien a pesar de que el movimiento de apertura ligeramente inclinado demostró ser complicado para algunos hombres cuando el fusil era disparado desde el hombro. A pesar de esto, el Jefe de Armamentos de la Armada observó con aprobación que el fusil Lee podía dispararse "con gran rapidez", obteniendo una cadencia de disparo considerablemente mayor a la mayoría de fusiles de cerrojo giratorio de la época.

### Mecanismos de puntería y otras características
El Lee M1895 fue equipado con un alza tangencial tipo escalera, ajustable a un alcance máximo de 1.828,8 m, determinado por las pruebas de disparo efectuadas por la Winchester en marzo de 1896. Debido a la velocidad relativamente alta y la trayectoria plana del cartucho 6mm Lee Navy, las autoridades ajustaron las alzas al alcance mínimo de 663 m. Este había sido pensado para emplearse contra blancos a todo tipo de distancia, desde quemarropa hasta 640 m. El único ajuste de combate fue ideado para evitar que soldados o infantes de marina ajusten la elevación del alza a menos que disparen contra blancos agrupados a gran distancia, en tales caso los oficiales ordenarían ajustar los alcances. Debido a la necesidad de suministrar fusiles a la Armada lo más pronto posible, no se incluyó un ajuste de acimut en el alza. La prominencia del punto de mira y su exposición ante daños condujo a la adopción de una cubierta de chapa de acero para los 10.000 fusiles del primer contrato. El punto de mira fue tostado (pavonado) para reducir su brillo. Cada fusil fue probado por la Winchester para comprobar su precisión, disparando tres cartuchos a 45,72 m. Cualquier fusil que no tenía la precisión deseada era devuelto a la línea de producción para su ajuste, que a veces involucraba reemplazarle la culata y el guardamanos.
El fusil fue equipado con un seguro de percutor en el lado izquierdo del cajón de mecanismos, que fungía como seguro. Al presionar el botón transversal, se liberaba el martillo y el arma estaba lista para disparar.
Con su cañón de contorno delgado de 710 mm, el fusil era ligeramente pesado en la boca del cañón. Con algo de práctica podía dispararse rápidamente, ser recargado y amartillado sin retirarlo del hombro. Los reportes contemporáneos y las pruebas subsecuentes indican que el Lee M1895 y su cartucho eran sumamente precisos: las agrupaciones de disparos que se acercaban a un minuto de ángulo a una distancia de 91,44 m no eran inusuales con algunos fusiles. El Lee M1895 era normalmente suministrado con una correa portafusil, bandoleras y un moderno cuchillo-bayoneta con una hoja de 208 mm. A algunos marineros e infantes de marina se les suministró una correa de cuero negro con tirantes cruzados, equipados con 12 cartucheras de cuero del mismo color. La bayoneta del Lee M1895 fue la predecesora de las actuales bayonetas cortas que todavía se utilizan hoy en día.

## Munición
En diciembre de 1894, luego de una serie de evaluaciones de cartuchos de 6 mm con pestaña y sin pestaña, la Armada estadounidense adoptó el cartucho 6mm Lee Navy o 6mm U.S.N. Fue el primer cartucho militar estadounidense en usar el sistema métrico decimal en su designación oficial, el primero diseñado para emplearse tanto en fusiles como en ametralladoras y el cartucho militar de menor calibre en ser adoptado por potencia alguna hasta la aparición del cartucho 5,56 x 45 OTAN en 1964. El cartucho original de 6 mm fue suministrado por la Winchester y montaba una bala de punta redonda con camisa de acero bañado en cuproníquel y núcleo de plomo, con un peso total de 8,74 g (135 granos). En marzo de 1897 se adoptó un nuevo cartucho que montaba una bala de punta redonda con camisa de cobre y una carga propulsora de 7,3 g (112 granos), que desarrollaba una velocidad de boca de 780 m/s y una energía de 2.209 J. Además de ofrecer una mayor velocidad y una trayectoria más plana, la principal razón para los cambios en el diseño del cartucho y la bala fue reducir la presión ejercida en la recámara y aumentar la vida útil del cañón del fusil: la nueva carga propulsora de 7,3 g junto a la bala con camisa de cobre ofrecían una vida útil promedio de 10.000 disparos, al contrario de los 3.000 del cartucho con carga propulsora de 8,74 g y bala con camisa de acero. Las autoridades del Buró de Armamento Naval especificaron una tasa de rotación del estriado ligeramente menor para el nuevo cartucho con carga propulsora de 7,3 g - una rotación en 18 cm (7,5 pulgadas). En algún momento durante las últimas etapas de producción, esta tasa de rotación del estriado fue nuevamente cambiada a una rotación en 25 cm (10 pulgadas).
El cartucho 6mm Lee Navy utilizado por la Armada y el Cuerpo de Marines fue inicialmente suministrado por la Winchester Repeating Arms (WRA) y posteriormente por la Union Metallic Cartridge Company (UMC). La pólvora que empleaba era Rifleita, una pólvora a base de nitrato de celulosa en escamas suministrada por la empresa británica Smokeless Powder Co. Ltd. El cartucho tenía un casquillo con semipestaña y fue diseñado para emplearse en ametralladoras como la Colt-Browning M1895, así como en fusiles de infantería. Ideado para emplearse principalmente a bordo de buques contra fuerzas navales enemigas en embarcaciones pequeñas, el 6mm Lee Navy tenía un poder de penetración considerablemente mayor al del cartucho .30 Army (.30-40 Krag) del Ejército estadounidense, pudiendo perforar 58 cm de madera blanda a 640 m, una plancha de caldera de acero de 9,5 mm de espesor a 30 m o una plancha de acero al cromo de 7 mm de espesor a 45,7 m.
Otra ventaja del cartucho de 6 mm era su reducido peso: 220 cartuchos de 6 mm pesaban aproximadamente lo mismo que 160 cartuchos .30 Army. La carga básica de munición en combate de un marinero o infante de marina de 1898 era de 180 cartuchos de 6 mm en peines de 5 cartuchos cada uno, transportados en cartucheras de cuero negro. Equipados de esta forma, un marinero o infante de marina podía transportar considerablemente más munición que el típico soldado raso del Ejército de la época, que usualmente transportaba 100 cartuchos .30 Army en su canana de lona Mills.
Sin embargo, el cartucho 6mm Lee Navy pudo haber sido un concepto demasiado avanzado para la tecnología de la época. La Armada experimentó continuos problemas con la pólvora sin humo Rifleita empleada en el cartucho, que parece haber ido variando en consistencia de lote a lote, mientras se volvía inestable con el paso del tiempo. Estos problemas eran exacerbados por la costumbre de mantener munición almacenada a bordo de buques por largos períodos en condiciones de altas temperaturas y humedad. Después de ser empleados, a varios fusiles Lee M1895 se les erosionó el ánima y la boca del cañón, además de acumulárseles hollín debido a la combustión incompleta de los componentes de la pólvora, un problema que se intensificó por el acabado subestándar del ánima del cañón en la fábrica. El Lee M1895 también fue el único fusil militar en emplear el estriado Metford, que las autoridades británicas desecharon debido a su tendencia a desgastarse con facilidad al emplearse las pólvoras sin humo de la época.

## Servicio con la Armada y el Cuerpo de Marines
El Lee M1895 era transportado a bordo de los buques de la Armada para su empleo por marineros y destacamentos de desembarco, además de ser el fusil estándar de los Marines, tanto embarcados como en tierra. 54 fusiles Lee M1895 fueron recuperados del acorazado Maine, que fue hundido en el puerto de La Habana en 1898. Estos fueron vendidos a Bannerman's, un comerciante de armas militares sobrantes. Los ejemplares sobrevivientes confirmados de los fusiles del USS Maine tienen sus cajones de mecanismos picados, una consecuencia lógica después de haber estado sumergidos en agua salada.
Después del inicio de la Guerra hispano-estadounidense, el Lee M1895 fue suministrado a los marines del Primer Batallón de Marines a bordo del transporte USS Panther, al mando del Teniente coronel Robert W. Huntington. Hasta donde se tiene conocimiento, todas las compañías de Marines involucradas en los combates en Cuba fueron equipadas con el fusil Lee de 6 mm. Además de ser empleados en el Primer Batallón, más tarde los oficiales de maestranza de la Armada distribuyeron fusiles adicionales a los rebeldes cubanos levantados contra el gobierno español. A la fuerza de asalto de los Marines recién se le había suministrado sus fusiles Lee, por lo que los hombres alistados a bordo del Panther recibieron apresuradas lecciones sobre cómo operar y desarmar sus nuevos fusiles, junto a 10 cartuchos de 6 mm (dos peines en bloque) para disparar y acostumbrarse. Durante una concentración de cuatro días en Hampton Roads, Virginia, y más tarde durante una escala de dos semanas en Key West, Florida, el teniente coronel Huntington se aseguró que todos los Marines a bordo del USS Panther efectuasen prácticas de tiro con el fusil Lee en las playas, al igual que entrenamiento de tiradores de precisión y simulacros de batalla con pequeñas unidades. Esta oportunidad de último minuto para prácticas de tiro demostró ser afortuanda, ya que las guerrillas cubanas a las que después se les entregó fusiles Lee tuvieron algunas dificultades iniciales al emplearlos, mientras que los Marines del Teniente-Coronel Huntington no tuvieron tales problemas.
El primer uso en combate de importancia del Lee M1895 tuvo lugar durante la campaña terrestre para capturar la Bahía de Guantánamo, del 9 al 14 de junio de 1898, con el Primer Batallón de Marines, en especial en las batallas de Campo McCalla y Cuzco Wells. Durante la batalla de Cuzco Wells, los Marines armados con el Lee M1895 atacaron efectivamente concentraciones de soldados españoles a distancias de hasta 1.097,28 m, efectuando disparos en salvas contra grupos de soldados enemigos mientras que sus oficiales les ordenaban los ajustes de alcance. A pesar de que se observaron algunos problemas con el nuevo fusil, la trayectoria balística plana, precisión y cadencia de disparo del Lee M1895, así como el peso ligero de su munición de 6 mm demostraron ser un beneficio considerable durante operaciones ofensivas de infantería en terrenos montañosos y cubiertos de jungla contra soldados españoles y guerrillas pro-hispanas. Los cartuchos adicionales demostraron ser útiles cuando la primigenia línea de reabastecimiento desde los buques de la Armada fue perturbada al inicio de la operación en Guantánamo, permitiendo a los Marines continuar con su asalto inclusive mientras reabastecían individualmente a rebeldes cubanos que se habían quedado sin municiones. Después de la batalla de Cuzco Wells, los soldados supervivientes de la guarnición española que se retiraron, informaron al General Pareja en Ciudad Guantánamo que habían sido atacados por 10.000 estadounidenses.
El Lee M1895 vería considerable combate en el Pacífico durante la Guerra hispano-estadounidense y las primeras etapas de la posterior Guerra filipino-estadounidense con personal de la Armada y el Cuerpo de Marines. Durante la Rebelión Mora de 1899-1913, se reportó que algunos Marines preferían el fusil Springfield Modelo 1892/98 (Krag) y su cartucho de 7,62 mm antes que el Lee M1895 y su cartucho de 6 mm, creyendo que el segundo tendría un poder de parada inadecuado contra los frenéticos juramentados moros armados con bolos, que atacaban desde la vegetación selvática a distancias sumamente cortas. En semejante situación la bala de 6 mm del Lee M1895 pudo haber atravesado al enemigo sin causarle el impacto y el trauma necesarios para detenerlo, una situación que el Jefe del Buró de Armamento Naval había previsto en una fecha tan temprana como 1895, cuando reconoció la preocupación que "las heridas producidas por balas de pequeño calibre con frecuencia no serán suficientes para poner fuera de combate al herido y su impacto no detendrá el avance de un hombre exaltado a corta distancia". Por otra parte, la Guardia de Legación de los Marines, que utilizó el cartucho 6mm Lee Navy en la defensa de las legaciones extranjeras en Pekín durante el Levantamiento de los bóxers de 1900, aparentemente no tuvo tales críticas. Las fuerzas estadounidenses equipadas con el Lee M1895 en la primera expedición de apoyo avanzaban desde Tientsin para apoyar a los Marines en Pekín, siendo capaces de transportar unos 10.000 cartuchos de 6 mm para los fusileros, así como una ametralladora Colt, por lo que nunca se les agotó la munición, al contrario de otras fuerzas occidentales, que se vieron obligadas a capturar el arsenal imperial de Hsiku a fin de obtener suficientes cartuchos para continuar luchando. Durante la misma expedición, los tiradores de precisión de los Marines equipados con el Lee M1895 lograron eliminar a los artilleros de dos baterías de artillería pesada, solo con disparos de fusil.
Sin embargo, el servicio del Lee M1895 como arma de infantería de primera línea estaba próximo a terminar. En diciembre de 1898, un comité compuesto por oficiales del Ejército, la Armada y el Cuerpo de Marines recomendaron que todas las ramas de las Fuerzas Armadas adopten el cartucho .30 Army, así como los fusiles y ametralladoras que lo empleaban. El comité reconoció que el cartucho con pestaña .30 Army era menos que ideal al emplearse en ametralladoras modernas, al igual que la decisión de la Armada y el Cuerpo de Marines para adoptar el .30 Army podía posponerse hasta que se desarrollase una versión sin pestaña de este cartucho. Las recomendaciones del comité fueron adoptadas más tarde por el Departamento de Guerra.
Finalmente, la Armada y el Cuerpo de Marines no decidieron esperar. En una fecha tan temprana como noviembre de 1899, la Armada firmó su primer contrato para 1.000 fusiles Springfield Modelo 1892/98 calibre 7,62 mm, con los primeros fusiles M1892/98 suministrados a los más recientes acorazados pre-dreadnought Kearsarge y Kentucky. Se firmaron nuevos contratos para fusiles M1892/98 mientras la Armada estadounidense continuaba su expansión, aunque el Lee M1895 y su cartucho de 6 mm continuarían siendo empleados a bordo de buques de la Armada hasta bien iniciado el siglo XX. El Cuerpo de Marines continuó empleando el Lee M1895 hasta enero de 1900, cuando recibieron fusiles Modelo 1892/98 a cambio (Los batallones de Marines de Filipinas y el Extremo Oriente fueron los primeros en recibir el nuevo fusil y su munición). La Armada continuó empleando el Lee M1895 como su principal fusil hasta 1903. Desde 1910 hasta 1911, tanto el Lee M1895 como el Springfield Modelo 1892/98 "Krag" fueron reemplazados en la Armada y el Cuerpo de Marines por el nuevo fusil Springfield M1903 de 7,62 mm, aunque el Lee M1895 quedaría en servicio a bordo de algunos buques de la flota hasta bien entrada la década de 1920, pero como un arma de entrenamiento secundaria.